# Wolcott (Vermont)
Wolcott ist eine Town im Lamoille County des Bundesstaates Vermont in den Vereinigten Staaten mit 1670 Einwohnern (laut Volkszählung von 2020).

## Geografie

### Geografische Lage
Wolcott liegt im Osten des Lamoille Countys, in einem rauen Gebirgsteil der Green Mountains, und wird vom North Branch Lamoille River in westlicher Richtung durchflossen. Der größte See auf dem Gebiet der Town ist der im Osten liegende Wolcott Pond. Das Gebiet der Town ist hügelig, die höchste Erhebung ist der 506 m hohe Scribner Hill.

### Nachbargemeinden
Alle Entfernungen sind als Luftlinien zwischen den offiziellen Koordinaten der Orte aus der Volkszählung 2010 angegeben.
- Norden: Eden, 16,5 km
- Nordosten: Craftsbury, 8,4 km
- Osten: Greensboro, 19,0 km
- Südosten: Hardwick, 11,9 km
- Süden: Woodbury, 6,8 km
- Südwesten: Elmore, 6,7 km
- Westen: Morristown, 12,0 km
- Nordwesten: Hyde Park, 12,3 km

### Stadtgliederung
Die Hauptsiedlung in der Town Wolcott ist das Village Wolcott.

### Klima
Die mittlere Durchschnittstemperatur in Wolcott liegt zwischen −9,44 °C (15 °Fahrenheit) im Januar und 18,3 °C (65 °Fahrenheit) im Juli. Damit ist der Ort gegenüber dem langjährigen Mittel der USA um etwa 9 Grad kühler. Die Schneefälle zwischen Mitte Oktober und Mitte Mai liegen mit mehr als zwei Metern etwa doppelt so hoch wie die mittlere Schneehöhe in den USA. Die tägliche Sonnenscheindauer liegt am unteren Rand des Wertespektrums der USA, zwischen September und Mitte Dezember sogar deutlich darunter.

## Geschichte

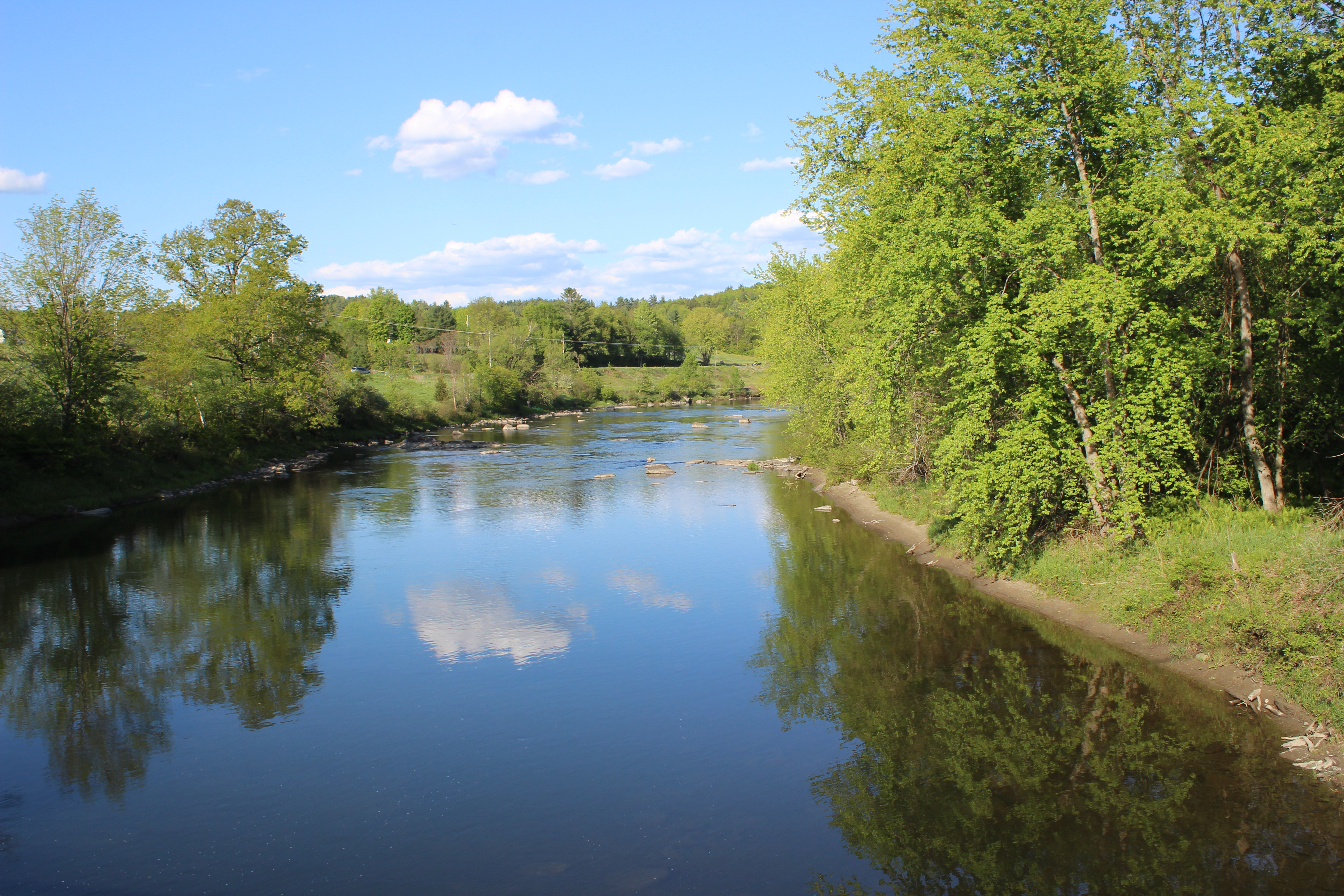
Lamoille River in Wolcott

Der Grant für Wolcott wurde am 7. November 1780 an Josuah Stanton und 61 weiteren Siedlern. Dies wurde am 22. August 1781 bestätigt. Besiedelt wurde Wolcott ab 1789. Die ersten Siedler waren Thomas Tylor und Seth Hubbell. Die konstituierende Versammlung der Town fand am 31. März 1791 statt. Erst zu Beginn des 19. Jahrhunderts fand eine zunehmende Besiedlung statt und im Jahr 1830 lebten 492 Menschen in Wolcott. Benannt wurde die Town nach einem der Nehmer des Grants, Major Oliver Wolcott.

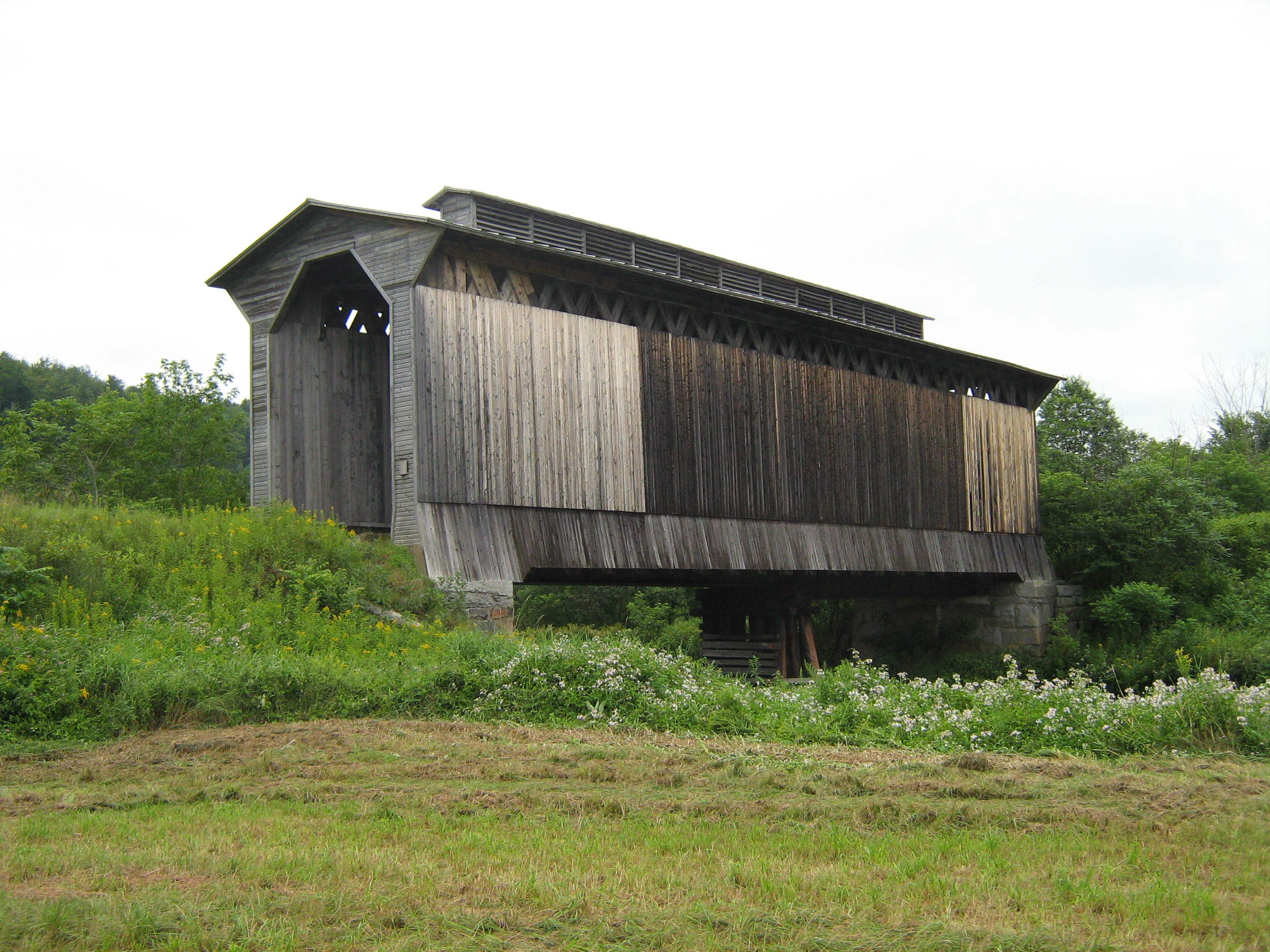
Fisher Covered Bridge

Die Bahnstrecke Lunenburg–Maquam erreichte 1872 Walcott. Die Strecke ist heute stillgelegt. Entlang der Strecke gab es viele gedeckte Holzbrücken. Die meisten wurden durch Hochwasser zerstört, später durch Stahlkonstruktionen ersetzt. Die letzte erhaltene ist die im National Register of Historic Places gelistete Fisher Covered Bridge in Walcott.

### Einwohnerentwicklung
| Jahr      | 1700 | 1710 | 1720 | 1730 | 1740 | 1750 | 1760 | 1770 | 1780 | 1790 |
| --------- | ---- | ---- | ---- | ---- | ---- | ---- | ---- | ---- | ---- | ---- |
| Einwohner |      |      |      |      |      |      |      |      |      | 32   |
| Jahr      | 1800 | 1810 | 1820 | 1830 | 1840 | 1850 | 1860 | 1870 | 1880 | 1890 |
| Einwohner | 47   | 124  | 123  | 492  | 824  | 909  | 1161 | 1132 | 1166 | 1158 |
| Jahr      | 1900 | 1910 | 1920 | 1930 | 1940 | 1950 | 1960 | 1970 | 1980 | 1990 |
| Einwohner | 1066 | 1049 | 932  | 831  | 772  | 766  | 633  | 676  | 986  | 1229 |
| Jahr      | 2000 | 2010 | 2020 | 2030 | 2040 | 2050 | 2060 | 2070 | 2080 | 2090 |
| Einwohner | 1456 | 1676 | 1670 |      |      |      |      |      |      |      |

## Wirtschaft und Infrastruktur

### Verkehr
Die Verkehrsanbindung der Gemeinde erfolgt über die Vermont Route 15, die entlang des Lamoille Rivers in West-Ost-Richtung verläuft, von Morrisville im Westen nach Hardwick im Osten. Es gibt keine Bahnanbindung in Wolcott.

### Öffentliche Einrichtungen
Es gibt kein Krankenhaus in Wolcott. Das nächstgelegene Hospital ist das Copley Hospital in Morrisville.

### Bildung
Wolcott gehört mit Craftsbury und Greensboro im Orleans County, Hardwick und Stannard im Caledonia County und Woodbury im Washington County zur Orleans Southwest Supervisory Union. Die Wolcott Elementary School befindet sich am School Hill Drive.
Die Glee Merritt Kelley Community Library ist in der Wolcott Elementary School untergebracht. Sie ist eine Kommunale Bibliothek und ist auf die Bedürfnisse der Einwohner von Wolcott und der Schüler ausgerichtet. Die Bibliothek hat einen eigenen, von der Schule unabhängigen Eingang.

## Persönlichkeiten

### Söhne und Töchter der Stadt
- Clifton G. Parker (1906–1988), Politiker und Attorney General von Vermont